# Pol an Ionain
Pol an Ionain es una cueva de piedra caliza cerca de Doolin en el Condado de Clare, República de Irlanda, en el extremo oeste de la región conocida como The Burren. La cueva es accesible como una cueva turística y se comercializa como Cueva de Doolin (Doolin Cave). Ha habido una considerable controversia en cuanto al desarrollo de la cueva con fines turísticos.
El elemento más notable de la cueva es la Gran Estalactita. Esta es una de las más grandes estalactitas conocidas que cuelgan libres, registrándose con 7,3 m (24 pies) de longitud.